# Henryk Batuta
Henryk Batuta er den største hoax i den polske Wikipedias historie. Selv om Henryk Batuta er en fiktiv person, lå artiklen om ham på Wikipedia i 15 måneder: fra november 2004 til februar 2006. Historien blev beskrevet i polske medier, bl.a. den største polske avis Gazeta Wyborcza og bladet Przekrój.
Artiklen om Henryk Batuta, »en polsk kommunist af jødisk oprindelse«, var blevet lagt på serveren for at vise svagheden ved konceptet bag Wikipedia. Der findes praktisk talt ingen procedurer til at sikre, at informationerne man finder i Wikipedia er korrekte.
Før artiklen om Batuta blev opdaget og lagt på "sider, der bør slettes", var informationerne blevet kopieret til mange andre internetsider, der beskæftiger sig med Polens historie, kommunisme, osv. Artiklen fandtes også på alle filspejlingerne af Wikipedia. I alt giver en søgning på Batuta over 80 resultater i Google – disse falske informationer vil fortsætte med at misinformere internetbrugere i mange år endnu.
Artiklen om Batuta har også været en provokation og en demonstration imod, at mange polske gader er opkaldt efter personer, der ikke fortjener det. Efter at hoaxen blev opdaget, forsøgte personerne bag artiklen at overbevise wikipedianerne om, at informationerne var rigtige; de lagde et forfalsket billede på Wikipedia, der viste et skilt med gadenavnet "Henryk Batuta" i Warszawa.
 Der er for få eller ingen kildehenvisninger i denne artikel, hvilket er et problem. Du kan hjælpe ved at angive troværdige kilder til de påstande, som fremføres i artiklen.